# Benoît Jarrier
Benoît Jarrier, nascut l'1 de febrer de 1989 a Mans, és un ciclista francès, membre l'equip Fortuneo-Vital Concept.

## Palmarès
- 2014
  - Vencedor d'una etapa del Tour de Normandia

### Resultats al Tour de França
- 2014. 152è de la classificació general